# Barbara Lierheimer
Barbara Lierheimer († 23. Juli 1590 in Nördlingen) war ein Opfer der Nördlinger Hexenverfolgung in der frühen Neuzeit.

## Leben
Barbara Lierheimer war von Kirchheim am Ries nach Nördlingen gezogen. Dort wurde sie auch Kirchheimerin genannt. In der Reichsstadt Nördlingen tat sie Dienst als Hebamme. Sie hatte einen Sohn, der lutherischer Pfarrer war.
Im Verlauf der Nördlinger Hexenprozesse wurde Maria Marb verhaftet. Diese beschuldigte im Verhör mehrere Frauen der Hexerei, darunter Maria Holl und Barbara Lierheimer. Nachdem erste Gerüchte über Lierheimers angebliche Hexerei kursierten, drängte ihr Sohn sie, die Stadt zu verlassen. Lierheimer blieb trotzdem in der Stadt, weil sie sich auf ihr gutes Gewissen und ihren guten Ruf als Hebamme verließ.
Am 1. Juni 1590 wurde Lierheimer zusammen mit Katharina Keßler, Rebekka Lemp, Barbara Wörlin, Margaretha Hummel und Margarethe Frickinger gefangen genommen. Ihre Leidensgenossinnen wurden später alle wegen Hexerei verbrannt. Auch Lierheimer wurde der Hexerei angeklagt und gefoltert.
Der Nördlinger Scharfrichter hegte Vorbehalte gegen die Hebamme Lierheimer, da sie seiner Frau in den Wehen nicht beigestanden hatte. Lierheimer verteidigte sich gegen diesen Vorwurf mit einem Terminkonflikt, sie habe bereits der Frau des Nördlinger Spitalpfarrers Hilfe zugesagt. Der Scharfrichter war dagegen der Ansicht, dass Lierheimer nicht helfen wollte, weil der Kontakt mit Scharfrichtern und ihren Angehörigen entehrend war.
Am 9. Juli wies Lierheimer noch den Hexenwahn mit folgender Aussage von sich: es „könne auch nit sein, daz der Böß den Menschen könne überwünden.“
Unter fortwährender peinlicher Befragung gestand Lierheimer jedoch immer mehr schauerliche Verbrechen. Sie behauptete, dem Teufel in Gestalt eines katholischen Mönches begegnet zu sein. Ein Festessen bei einer Freundin wurde im Verlauf des Verhörs zu einer kannibalistischen Veranstaltung, bei der ein gebratener Kinderfuß auf dem Tisch gewesen sein soll. Sie behauptete im Verhör, ihren Mann auf Befehl des Teufels nach einem Tanz ermordet zu haben. Wenn ihr Einfallsreichtum versiegte, wurde sie erneut gefoltert. Beim achten Verhör widerrief sie ihre Aussagen, woraufhin der Scharfrichter herbeigerufen wurde. Noch bevor der Scharfrichter eintraf, hatte sie ihre Geständnisse erneut bestätigt. Auch als sie „geständig“ war, beharrte sie auf ihrer beruflichen Ehre als Hebamme und bestritt, je einem Kind, dessen Geburt sie begleitet hatte, Schaden zugefügt zu haben.
An den Verbrechen gegen sie beteiligt war u. a. Sebastian Röttinger. Lierheimer starb noch im Gefängnis an der Folter. Am 23. Juli 1590 wurde ihr Leichnam verbrannt.